# 비씨월드제약
비씨월드제약(BCWorldPharm Co. Ltd.)는 대한민국의 제네릭 의약품 기업이다. 본사는 경기도 여주시 가남읍 여주남로 872-23에 위치해 있으며 대표이사는 홍성한이다. 주로 생명과학 분야에서 활동하며, 신약 개발과 임상시험을 중심으로 한 연구 및 개발을 진행한다

## 역사
극동제약을 인수한 수 현재의 상호로 변경하였다.

## 상장
2014년 12월 15일 공모가 15,700원에 코스닥 시장에 상장하였다. 

## 참고 문헌
1. ↑  비씨월드제약, '텔미누보정' 1st 제네릭 허가, 팜뉴스, 2022.08.29
2. ↑  '작지만 강한 기업'...DDS 원천기술로 승부 '비씨월드제약', 뉴스보이스, 2022년 1월 10일
3. ↑  2023_이것도 모르고 면접갈래? 비씨월드제약, 히트뉴스, 2023년 9월 12일